# Dynastie hérodienne
Cet article traite de la généalogie des descendants d'Hérode Ier le Grand. Pour les Hérodiens en tant que secte ou parti du Ier siècle voir l'article Hérodiens (secte).

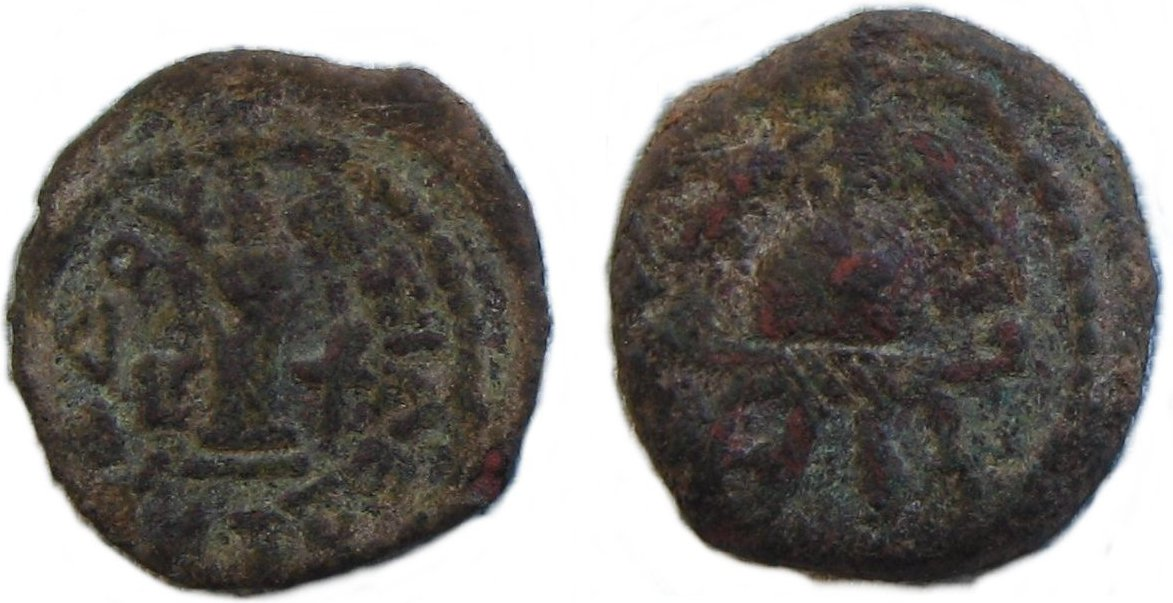
Pièce de cuivre d'Hérode.

La dynastie hérodienne est une dynastie de souverains qui a régné sur la Judée du Ier siècle av. J.-C. au Ier siècle (de -37 à +92) en tant que vassal de l'Empire romain. Le premier souverain hérodien est Hérode Ier le Grand, qui appartient à une famille d'origine iduméenne et qui succède à la dynastie hasmonéenne. Le dernier roi hérodien est Hérode Agrippa II.
On utilise souvent le terme de "hérodien" comme indication d'une période, en particulier pour la Palestine.

## Généalogie
```
Antipater 
I
er
 (? - -43), procurateur de Judée (-47 - -43)
X 
Cypros
, princesse 
nabatéenne

│
├─>
Phasaël
 (? - -40), tétrarque de Judée (-41 - -40)
│  │ 
│  └─>
Phasaël II

│     X 
Salampsio
 
(en)
, f fille d'
Hérode 
I
er
 et 
Mariamne I

│     │
│     └─>
Antipater IV

│     │
│     └─>
Cypros
 
(nl)

│        X 
Hérode Agrippa 
I
er
, voir plus bas
│
├─>
Hérode 
I
er
 le Grand
 (-73 - -4)
│  X 1) 
Doris

│  X 2) 
Mariamne I
 (? - -29), 
hasmonéenne
)
│  X 3) 
Mariamne II
, son père 
Simon ben Boëthus
 
(en)
 sera nommé grand-prêtre par 
Hérode 
I
er

│  X 4) 
Malthacé
, la Samaritaine
│  X 5) 
Cléopâtre de Jérusalem
 (ou en 
7
e
 position ?)
│  X 6) une fille de son frère 
Phéroras

│  X 7) une cousine germaine
│  X 8) Pallas
│  X 9) Phèdre
│  X 10) Elpide
│  │ 
│  ├1>
Antipater II
 (? - -4)
│  │  X Une fille d'
Antigone II Mattathiah
, 
dernier roi 
hasmonéen
, grand prêtre et dernier fils d'
Aristobule II

│  │ 
│  ├2>
Aristobule IV
 (? - -7)
│  │  X 
Bérénice
, fille de 
Costobar
 et 
Salomé I
re

│  │  │
│  │  ├─>
Hérode Agrippa 
I
er
 (
-10
 - 
44
)
│  │  │  X 
Cypros
 
(nl)
, fille de 
Phasaël
 et 
Salampsio
 
(en)

│  │  │  │
│  │  │  ├─>
Hérode Agrippa II
 (27 - 93/100)
│  │  │  │
│  │  │  ├─>
Bérénice
 (28/29 - ?)
|  |  |  |
│  │  │  |→
Mariamne
 (34-)
|  |  |  |
│  │  │  └─>
Drusilla
 (
38
 – 
24 octobre 79
)
│  │  │
│  │  ├─>
Aristobule le Mineur
 (? - mort après 
44
), marié à 
Iotapa IV
 
(en)

│  │  │
│  │  ├─>
Hérodiade
 (-7 - 39)
│  │  │  X 1) 
Hérode II, fils d'Hérode
 
(appelé aussi Hérode Philippe 
I
er
 ou Hérode Boëthus)
, voir plus bas
│  │  │  X 2) 
Hérode Antipas
, voir plus bas
│  │  │
│  │  └─>
Hérode V
 (?-48), roi de 
Chalcis
 (
41
 - 
48
)
│  │     X Mariamne, fille de 
Joseph
 et 
Olympe
 
(en)

│  │     │
│  │     └─> 
Aristobule de Chalcis
, tétrarque d'
Iturée
 puis roi d'
Arménie
 Mineure
│  │        X 
Salomé
, fille d'
Hérode Philippe I
 et 
Hérodiade

│  │
│  ├2>
Alexandre
 (? - -7)
│  │  X 
Glaphyra
 fille d'
Archélaos
, roi de 
Cappadoce

│  │  │
│  │  ├─>
Alexandre

│  │  │  │
│  │  │  └─>
Tigrane VI
 (ou Aristobule ?), roi d'Arménie (58-
63
) ?
│  │  │     │
│  │  │     └─>
Alexandre
 
(en)
, roi de 
Cilicie
, marié à 
Julia Iotapa VI
 
(en)

│  │  │   
│  │  └─>
Tigrane V Hérode
 (? - 36), roi d'Arménie 
│  │
│  ├2>Cypros
│  │  X Antipater, fils de 
Costobar
 et 
Salomé I
re
, voir plus bas
│  │
│  ├2>
Salampsio
 
(en)

│  │  X 
Phasaël
, fils de 
Phasaël
, voir plus haut
│  │
│  ├3>
Hérode II, fils d'Hérode
 (appelé aussi Hérode Philippe 
I
er
 ou Hérode Boëthus) (? - après 34)
│  │  X 
Hérodiade

│  │  │
│  │  └─>
Salomé

│  │     X 1) 
Hérode Philippe II
, fils de 
Hérode 
I
er
 et 
Cléopâtre
, (voir plus bas)
│  │     X 2) 
Aristobule de Chalcis
, voir plus haut
│  │ 
│  ├4>
Hérode Archélaos
 (? - 17)
│  │     X 1) Mariamme, fille de 
Joseph
 et 
Olympe
 
(en)
 
│  │     X 2) 
Glaphyra
, veuve d'
Alexandre
 (entretemps remariée avec 
Juba
)
│  │ 
│  ├4>
Hérode Antipas
 (-22 - 39)
│  │  X 1) une des filles du roi des 
Nabatéens
 
Arétas IV
 (peut-être 
Phasaelis
)
│  │  X 2) 
Hérodiade

│  │
│  ├4>
Olympe
 
(en)

│  │  X 
Joseph
, fille de 
Joseph
 et 
Salomé
, voir plus bas
│  │
│  ├5>
Hérode Philippe II

│  │  X 
Salomé
, fille d'
Hérode Philippe 
I
er
 et 
Hérodiade

│  │
│  ├8>Phasaël
│  │
│  ├9>Roxane
│  │
│  └10>Salomé
│
├─>Joseph (? - -38)
│
├─>
Phéroras

│
└─>
Salomé I
re

   X 1) 
Joseph
, son oncle, frère d'
Antipater

   X 2) 
Costobar

   X 3) 
Alexas

   │
   ├1>
Joseph

   │  X 
Olympe
 
(en)
, sa cousine, fille de 
Hérode 
I
er
 et 
Malthacé

   │  │
   │  └─>Mariamne
   │     X 
Hérode de Chalcis
, fils d'
Aristobule IV
 et 
Bérénice
, voir plus haut
   │
   ├1 ou 2
[
1
]
>Antipater
   │  X Cypros, fille de 
Hérode 
I
er
 et 
Mariamme

   │
   └2>
Bérénice

     X 
Aristobule IV
, fils de 
Hérode 
I
er
 et 
Mariamme
, plus haut
```

Cette généalogie nous est connue essentiellement grâce aux écrits de Flavius Josèphe.